# أمة الله بنت محمد صدقي
أمة الله بنت محمد صدقي (ولادة: غير معلوم - وفاة:1115 هـ)؛ شاعرة وأديبة من أديبات القسطنطينية، نظمت عدة قصائد في الرثاء والغزل جمعت في ديوان خاص بها. والدها قامتي زاده محمد آفندي، قاضي العسكر في إسطنبول في عهد السلطان محمد الرابع.